# Colon arcticum
Colon arcticum är en skalbaggsart som beskrevs av Munster 1911. Colon arcticum ingår i släktet Colon, och familjen mycelbaggar. Arten är reproducerande i Sverige.